# Cycle 7 de Pokémon
Pour des articles plus généraux, voir Pokémon, la série et Liste des épisodes de Pokémon.
Chronologie
Cycle 6 Cycle 8
Le septième cycle de la série télévisée Pokémon, également nommé Pokémon Journeys en Occident, regroupe les saisons 23 à 25 de cet anime, adaptées des jeux vidéo Pokémon Épée et Bouclier est diffusées au Japon entre le 17 novembre 2019 et le 24 mars 2023. Ce cycle narre la fin des aventures de Sacha à travers les régions dont Galar.

## Découpage
Le septième cycle est composé de trois saisons.
- Saison 23 : Les voyages : 48 épisodes
- Saison 24 : Les voyages d'un Maître : 42 épisodes
- Saison 25 : Les voyages ultimes : 57 épisodes[N 1]

## Personnages
- Sacha
- Goh
- Chloé
- Professeure Magnolia
- Professeur Cerise
- Chrysa
- Ren
- Jessie
- James

## Liste des épisodes

### Les voyages
| No   | Titre français                                   | Titre japonais                                      | Titre japonais                                            | Date de 1re diffusion |
| No   | Titre français                                   | Kanji                                               | Rōmaji                                                    | Date de 1re diffusion |
| ---- | ------------------------------------------------ | --------------------------------------------------- | --------------------------------------------------------- | --------------------- |
| 1086 | Un Pichu solitaire !                             | ピカチュウ誕生！                                    | Pikachu tanjō!                                            | 17 novembre 2019      |
| 1087 | Une légende et des amis !                        | サトシとゴウ、ルギアでゴー！                        | Satoshi to Go, Lugia de go!                               | 24 novembre 2019      |
| 1088 | La mystérieuse tour des Herbizarre !             | フシギソウってフシギだね？                          | Fushigisou tte fushigi da ne?                             | 1er décembre 2019     |
| 1089 | Flambino, un Pokémon rusé !                      | 行くぜガラル地方！ヒバニーとの出会い！！            | Iku ze Galar-chihō! Hibanny à aucun deai !!               | 8 décembre 2019       |
| 1090 | L'effet Dynamax !                                | カビゴン巨大化ダイマックスの謎!!!                   | Kabigon kyodaika! ? Daimax no nazo !!                     | 15 décembre 2019      |
| 1091 | Tous les Pokémon... sauf Mew !                   | !ポケモン大量ゲットだぜミュウへの道!                | Pokémon tairyō get da ze! Mew e no michi !!               | 22 décembre 2019      |
| 1092 | Pour conquérir la Coupe Flûte !                  | 激闘のホウエン地方!挑戦バトルフロンティア!!         | Gekitō no Houen-chihō! Frontière de bataille de Chōsen !! | 29 décembre 2019      |
| 1093 | La Course de l'Iceberg de Sinnoh !               | 負けるなポッチャマ！シンオウ地方の流氷レース！！    | Makeru na Pochama! Course Sinnoh-chihō no ryūhyō !!       | 12 janvier 2020       |
| 1094 | Rencontre avec une légende !                     | あの日の誓い！ジョウト地方のホウオウ伝説！！        | Ano salut pas chikai! Jouto-chihō no Houou densetsu !!    | 19 janvier 2020       |
| 1095 | L'Île des Dracolosse !                           | カイリューの楽園、ハクリューの試練！                | Kairyu no rakuen, Hakuryu no shiren!                      | 26 janvier 2020       |
| 1096 | Mon meilleur ami... et mon pire cauchemar !      | コハルとワンパチと、時々、ゲンガー                  | Koharu à Wanpachi à, tokidoki, Gangar                     | 2 février 2020        |
| 1097 | Le combat des titans !                           | ダイマックスバトル！最強王者ダンデ！！              | Bataille de Daimax! Saikyō ōja Dande !!                   | 9 février 2020        |
| 1098 | Une grande ascension vers le sommet !            | サトシ対ダンデ！最強への道！！                      | Satoshi tai Dande! Saikyō e no michi !!                   | 16 février 2020       |
| 1099 | Un Combat de Raid au milieu des ruines !         | 初イッシュ地方！遺跡でレイドバトル！！              | Hatsu Isshu-chihō! Bataille d'Iseki de Raid !!            | 23 février 2020       |
| 1100 | Un jour de neige... et de recherches !           | 雪の日、カラカラのホネはどこ？                      | Yuki no hi, Karakara no hone wa doko?                     | 1er mars 2020         |
| 1101 | Un mauvais sort à faire froid dans le dos !      | 呪われたサトシ…！                                   | Norowareta Satoshi…!                                      | 8 mars 2020           |
| 1102 | Une évolution tout feu tout flamme !             | ヒバニー、炎のキック！明日に向かって！！            | Hibanny, honō no kick! Asu ni mukatte! !                  | 15 mars 2020          |
| 1103 | Destination : le couronnement !                  | サトシ夢戦!ポケモンワールドチャンピオンシップス！！ | Satoshi sansen! Championnats du monde Pokémon !!          | 22 mars 2020          |
| 1104 | Un grand talent d'imitateur !                    | ワタシはメタモン！！                                | Watashi wa Metamon!                                       | 29 mars 2020          |
| 1105 | La naissance d'un rêve !                         | 夢へ向かってゴー！サトシとゴウ！！                  | Yume e mukatte go! Satoshi pour aller !!                  | 5 avril 2020          |
| 1106 | Le mystère des Œufs de Pokémon !                 | とどけ波導！サトシと不思議なタマゴ！！              | Todoke Hadō! Satoshi à fushigi na tamago !!               | 12 avril 2020         |
| 1107 | Au revoir, mon ami !                             | さよなら、ラビフット！                              | Sayonara, Rabbifoot!                                      | 19 avril 2020         |
| 1108 | Panique au parc !                                | 大パニック！サクラギパーク！！                      | Dai panique! Parc Sakuragi !!                             | 7 juin 2020           |
| 1109 | Des vacances pour la Team Rocket !               | 休め！ロケット団！！                                | Yasume! Rocket-dan !!                                     | 14 juin 2020          |
| 1110 | Rencontres au festival !                         | 命爆発バトルフェス！VSメガルカリオ！！              | Inochi bakuhatsu bataille fes! VS Mega Lucario !!         | 21 juin 2020          |
| 1111 | Le Magicarpe qui monte, qui monte...             | はねろ！コイキング・かぶれ！ヤドキング              | Hanero! Koiking / Kabure! Yadoking                        | 28 juin 2020          |
| 1112 | Objectif : toujours plus fort !                  | 英雄伝説！ダンデ最強バトル！！                      | Eiyū densetsu! Bataille de Dande saikyō !!                | 5 juillet 2020        |
| 1113 | Les sanglots longs de Larméléon !                | めそめそメッソン                                    | Mesomeso Messon                                           | 12 juillet 2020       |
| 1114 | Un nouvel enfant dans la famille !               | パチパチやきもち！ワンパチのきもち                  | Pachipachi yakimochi! Wanpachi pas de kimochi             | 19 juillet 2020       |
| 1115 | L'escapade d'un Pikachu... Un peu jaloux !       | いやいやピカチュウ                                  | Iyaiya Pikachu, Yareyare Barrierd                         | 26 juillet 2020       |
| 1116 | Bizarre ou mignon ? Telle est la question !      | ヒンバスのきれいなウロコ                            | Hinbass no kirei na uroko                                 | 2 août 2020           |
| 1117 | L'étrange rendez-vous !                          | セレビィ 時を超えた約束                             | Celebi: Toki wo koeta yakusoku                            | 9 août 2020           |
| 1118 | Échanger, emprunter... et voler !                | ポケモン交換？                                      | Pokémon kōkan shimasen ka?                                | 16 août 2020          |
| 1119 | Solitaire et menaçant !                          | 孤高の闘士サイトウ！                                | Kokō no senshi Saito! Otosupus no kyōi !!                 | 23 août 2020          |
| 1120 | Tu veux attraper quoi ?!                         | ピカチュウゲットだぜ                                | Pikachu get da ze !!                                      | 30 août 2020          |
| 1121 | Un combat dans une tempête de sable !            | サトシとゴウ、砂地獄から這い上がれ！                | Satoshi to Go, Sunajigoku kara haiagare!                  | 6 septembre 2020      |
| 1122 | Joyeuses retrouvailles sous le soleil d'Alola !  | ただいま、アローラ！                                | Tadaima, hajimemashite Alola!                             | 13 septembre 2020     |
| 1123 | Restaurer et ranimer !                           | 化石のポケモン!                                     | Kiseki no fukugen, kaseki no Pokémon!                     | 20 septembre 2020     |
| 1124 | Octo-emprise dans l'Arène !                      | サトシ対サイトウ！                                  | Satoshi tai Saito! Kōryaku Takogatame !!                  | 27 septembre 2020     |
| 1125 | Un Combat de Raid électrisant !                  | VSサンダー！伝説レイドバトル！！                    | VS Thunder! Bataille de raid Densetsu!                    | 9 octobre 2020        |
| 1126 | Les interprètes de Pikachu.../ Jusqu'au cou !    | ピカチュウアテレコ大作戦                            | Pikachu atereco daisakusen / Hanbun Numacraw              | 16 octobre 2020       |
| 1127 | Épée et Bouclier : la forêt de Sleepwood !       | ソード＆シールドⅠまどろみの森もり                   | Épée et bouclier Ⅰ Madoromi no mori                       | 23 octobre 2020       |
| 1128 | Épée et Bouclier : la Nuit Noire !               | ソード＆シールドⅡブラックナイト                     | Épée et bouclier ⅠI Black Night                           | 30 octobre 2020       |
| 1129 | Épée et Bouclier : vers Éthernathos et au-delà ! | ソード＆アンドシールドⅢムゲンダイナ                 | Épée et bouclier ⅠIⅠ Mugendaina                           | 6 novembre 2020       |
| 1130 | Épée et Bouclier : Le réveil d'une légende !     | ソード＆アンドシールドⅣ最強の剣と盾                 | Épée et bouclier IV Saikyō no ken to tate                 | 13 novembre 2020      |
| 1131 | Un combat largement récompensé !                 | バトル＆ゲット！ミュウツーの復活                    | Battez-vous et obtenez! Mewtwo pas de fukkatsu            | 20 novembre 2020      |
| 1132 | La victoire vient en mangeant !                  | ポケモンチャンピオン！大食い王決定戦!!              | Champion Pokémon! Ōguiō ketteisen !!                      | 27 novembre 2020      |
| 1133 | Une imitation parfaite... ou presque !           | ほぼほぼピカチュウ危機一髪!                         | Hobohobo Pikachu kikiippatsu!                             | 4 décembre 2020       |

### Les voyages d'un Maître
| No   | Titre français                                                       | Titre japonais                                       | Titre japonais                                         | Date de 1re diffusion |
| No   | Titre français                                                       | Kanji                                                | Rōmaji                                                 | Date de 1re diffusion |
| ---- | -------------------------------------------------------------------- | ---------------------------------------------------- | ------------------------------------------------------ | --------------------- |
| 1134 | Être Dresseuse ou ne pas l'être... telle est la question !           | コハルと不思議な不思議なイーブイ！                   | Koharu à fushigi na fushigi na Eievui!                 | 11 décembre 2020      |
| 1135 | Une pincée de ceci, un soupçon de cela !                             | ガラルの化石！がっちゃんこ！！                       | Galar no kaseki! Gachanko !!                           | 8 janvier 2021        |
| 1136 | Les défis du Maître en herbe !                                       | カモネギ大いなる試練！                               | Kamonegi ōinaru shiren!                                | 15 janvier 2021       |
| 1137 | Comment faire pour les éloigner de la ferme ?                        | 農業体験！ディグダはどこだ！？                       | Nōgyō taiken! Digda wa doko da!?                       | 22 janvier 2021       |
| 1138 | Il faut guérir le guérisseur !                                       | 伝説ゲット！？水の守護神スイクンを探せ！！           | Densetsu Get !? Mizu no shugoshin Suicune wo sagase !! | 29 janvier 2021       |
| 1139 | La stratégie furtive de Larméléon!                                   | メッソン・イン・ポッシブル！                         | Messon est possible !                                  | 5 février 2021        |
| 1140 | Les contes merveilleux de la Forêt de Lumirinth !                    | 君とルミナスメイズの森の物語！？                     | Kimi à Luminous Maze no mori no monogatari             | 12 février 2021       |
| 1141 | Une leçon de chevalerie !                                            | 四天王ガンピ！騎士道の館！！                         | Shitennō Ganpi! Kishidō no Yakata!!                    | 19 février 2021       |
| 1142 | Souvenirs d'une gentillesse chaleureuse !                            | 恋はコダック                                         | Koi wa Koduck                                          | 26 février 2021       |
| 1143 | Pokémon qui roule n'amasse pas mousse... Le festival des carapaces ! | パニック！ゴクリン球！！・カモンカムカメカメレース！ | Panic! Gokurin-dama!! / Come On Kamukame Kame Race!    | 5 mars 2021           |
| 1144 | Quand une maison n'est plus un foyer.                                | 迷子のサルノリ！トレーナーは誰だ！？                 | Maigo no Sarunori! Trainer wa Dare da!?                | 12 mars 2021          |
| 1145 | Au-delà de la chevalerie... Comment devenir maître poireau !         | めざせネギマスター！つらぬけ騎士道！！               | Mezase Negi Master! Tsuranuke Kishidō!!                | 19 mars 2021          |
| 1146 | A votre service, avec le sourire !                                   | おまかせ！プラスルマイナン便利屋さん！！             | Marutto Omakase! Prasle Minun Benriya-san!!            | 9 avril 2021          |
| 1147 | Besoin d'espace !                                                    | じめじめジメレオン                                   | Jimejime Jimereon                                      | 16 avril 2021         |
| 1148 | Sur terre, en mer et vers l'avenir !                                 | 挑戦！ポケモンマリンアスレチック！！                 | Chōsen! Pokémon Marine Athletic!!                      | 23 avril 2021         |
| 1149 | Absol innocenté !                                                    | 過去・現在・未来の再会！？VSカイリュー！！           | Kirawareta Absol                                       | 30 avril 2021         |
| 1150 | Le choc des titans !                                                 | ドラゴンバトル！ サトシVSアイリス！！                | Dragon Battle! Satoshi VS Iris!!                       | 7 mai 2021            |
| 1151 | La couleur de la nuit !                                              | フラベベの白い花                                     | Flabebe no Shiroi Hana                                 | 14 mai 2021           |
| 1152 | En quête de la vérité !                                              | 容疑者ピカチュウ！？                                 | Yōgisha Pikachu!?                                      | 21 mai 2021           |
| 1153 | Un conseil pour Goh !                                                | ゴウにライバル！？ミュウへの道！！                   | Go ni Rival!? Mew e no Michi!!                         | 28 mai 2021           |
| 1154 | Une course d'endurance !                                             | はじめてのおつかい見守りたいっ！                     | Hajimete no Otsukai Mimamoritai!                       | 4 juin 2021           |
| 1155 | Je vous en prie, prenez ce voleur !                                  | おねがい！モルペコゲットして！！                     | Onegai! Morpeko Get shite!!                            | 11 juin 2021          |
| 1156 | Première mission !                                                   | レッツゴー！プロジェクト・ミュウ！！                 | Let’s Go! Project Mew!!                                | 18 juin 2021          |
| 1157 | De grandes aventures dans de petits tunnels !                        | 地下迷宮シャッフルパニック！？                       | Chikameikyū Shuffle Panic!?                            | 25 juin 2021          |
| 1158 | Comment devenir un bon chef ?                                        | ピカチュウ隊長！進めタイレーツ！！                   | Pikachu Taichō! Susume Tairetsu!!                      | 16 juillet 2021       |
| 1159 | Cauchemars au crépuscule !                                           | ダークライ真夏の夜の夢                               | Darkrai Manatsu no Yoru no Yume                        | 23 juillet 2021       |
| 1160 | Une lumière dans une nuit d'été !                                    | クレセリア 真夏の夜の光                              | Cresselia Manatsu no Yo no Hikari                      | 30 juillet 2021       |
| 1161 | On donne tout jusqu'à la ligne d'arrivée !                           | ゼンリョク！アローラ無人島レース！！                 | Zenryoku! Alola Mujintō Race!!                         | 13 août 2021          |
| 1162 | Un combat Eléctrik ultra-passionnant !                               | 超電磁ハイパークラスバトル！                         | Chōdenji Hyper Class Battle!                           | 20 août 2021          |
| 1163 | Détective arrozard !                                                 | 狙われたサクラギ研究所！                             | Nerawareta Sakuragi Kenkyūjo!                          | 27 août 2021          |
| 1164 | Quand le soleil a rendez-vous avec la lune !                         | 月と太陽、コハルとハルヒ                             | Tsuki to Taiyō, Koharu to Haruhi                       | 3 septembre 2021      |
| 1165 | La quête des écailles d'or !                                         | トライアルミッション！ウルガモス黄金の鱗粉！！       | Trial Mission! Ulgamoth Ōgon no Rinpun!!               | 10 septembre 2021     |
| 1166 | La folie du bleu !                                                   | 激突！？青ポケマニア！                               | Gekitotsu!? Ao Pokémania!                              | 17 septembre 2021     |
| 1167 | Le goût savoureux des combats !                                      | マホイップの甘〜いバトル！？                         | Mawhip no Ama~i Battle!?                               | 1er octobre 2021      |
| 1168 | Un ami dans les étoiles !                                            | お星さまになったピィ                                 | Ohoshisama ni Natta Py                                 | 8 octobre 2021        |
| 1169 | Une aventure de méga-proportions !                                   | ルカリオナイト！メガ島大冒険！！                     | Lucarionite! Mega-jima Daibōken!!                      | 22 octobre 2021       |
| 1170 | Le troisième combat contre Faïza !                                   | ライバル対決！サトシVSサイトウ！！                   | Rival Kessen! Satoshi VS Saitō!!                       | 29 octobre 2021       |
| 1171 | Un combat Méga contre Max !                                          | メガシンカ対キョダイマックス                         | Mega Shinka VS Kyodaimax                               | 5 novembre 2021       |
| 1172 | Rompre la glace !                                                    | 氷の女王とグレイシア                                 | Kōri no Joō to Glacia                                  | 12 novembre 2021      |
| 1173 | À la recherche du numéro deux !                                      | トライアルミッション！深海潜水調査団！！             | Trial Mission! Shinkai Sensui Chōsadan!!               | 19 novembre 2021      |
| 1174 | Le portail de l'échange !                                            | ディアルガ＆パルキア！時空大異変！！                 | Dialga & Palkia! Jikū Daiihen!!                        | 3 décembre 2021       |
| 1175 | Affrontement au portail de l'échange !                               | ディアルガ＆パルキア！時空大決戦！！                 | Dialga & Palkia! Jikū Kessen!!                         | 10 décembre 2021      |

### Les voyages ultimes
| No   | Titre français                                                        | Titre japonais                                            | Titre japonais                                    | Date de 1re diffusion |
| No   | Titre français                                                        | Kanji                                                     | Rōmaji                                            | Date de 1re diffusion |
| ---- | --------------------------------------------------------------------- | --------------------------------------------------------- | ------------------------------------------------- | --------------------- |
| 1176 | L'express fantôme !                                                   | ゴースト列車、出発だよ...                                 | Ghost Ressha, Shuppatsu, da yo…                   | 17 décembre 2021      |
| 1177 | Le chemin sinueux qui mène à la grandeur !                            | ゲンガー頑張る！キョダイマックスへの道！！                | Gangar Ganbaru! Kyodaimax e no Michi!!            | 24 décembre 2021      |
| 1178 | Tout est une question de nom !                                        | 君の名はフランソワーズ                                    | Kimi no Naha Furansowaazu                         | 14 janvier 2022       |
| 1179 | Les fleurs délicates de l'amour !                                     | ヘラクロスロス、恋するカイロス                            | Heracros, Koisuru, Kailios                        | 21 janvier 2022       |
| SP1  | Titre en français inconnu                                             | サトシとゴウ！シンオウフェスにゴー！！                    | Titre en rōmaji inconnu                           | 21 janvier 2022       |
| SP2  | Titre en français inconnu                                             | ヒードラン爆進！！                                        | Titre en rōmaji inconnu                           | 21 janvier 2022       |
| SP3  | Titre en français inconnu                                             | テンガン山の大熱戦！！                                    | Titre en rōmaji inconnu                           | 28 janvier 2022       |
| SP4  | Titre en français inconnu                                             | 奇跡の輝き！シンオウ伝説！                                | Titre en rōmaji inconnu                           | 28 janvier 2022       |
| 1180 | Le Bon, la Brute et le Veinard !                                      | サラバ！さすらいのロケット団！                            | Saraba! Sasurai no Roketto-dan!                   | 28 janvier 2022       |
| 1181 | Un chemin lumineux !                                                  | 宇宙にとどけ！デンリュウの光！！                          | Uchuu ni Todoke! Denryuu no Hikari!               | 4 février 2022        |
| 1182 | Une évolution du goût !                                               | ヤドキング！ カレーなる遭遇！！                           | Yadoking! Karee Naru Souguu!!                     | 11 février 2022       |
| 1183 | Hors de son élément !                                                 | ポケモンサーカス！ ブースターとサンダース                 | Pokemon Saakasu!                                  | 18 février 2022       |
| 1184 | Un grand saut dans le classement !                                    | スパイクタウンのマリィ！                                  | Spike Town no Mary!                               | 25 février 2022       |
| 1185 | Une rencontre inattendue avec le Monarque !                           | 密着！ ダンデのスペシャルトレーニング！！                 | Mitchaku! Dande no Supesharu Toreeningu!          | 4 mars 2022           |
| 1186 | Deux bâtons valent mieux qu'un !                                      | スティック一本、バチンキー！                              | Sutikku Ippon, Bachinkii!                         | 11 mars 2022          |
| 1187 | Un Combat de Raid glacial !                                           | トライアルミッション！氷結のレイドバトル！！              | Toraiaru Misshon! Hyouketsu no Reido Batoru!!     | 18 mars 2022          |
| 1188 | La science va ouvrir la voie... grâce à la stratégie !                | サトシとシトロン！友情大特訓                              | Satoshi to Citron! Yuujou dai Tokkun!             | 1er avril 2022        |
| 1189 | Un duo électrisant !                                                  | ハイパークラス！VS四天王ドラセナ！！                      | Haipaa Kurasu! VS Shitennou Dracaena!!            | 1er avril 2022        |
| 1190 | Réunis pour la première fois !                                        | イーブイとニンフィア! 出会いと再会！                      | Eievui to Nymphia! Deai to Saikai!!               | 8 avril 2022          |
| 1191 | La radio diabolique de la Team Rocket !                               | 新番組！ロケット団ないしょ王国ラジオ！！                  | Shin Bangumi! Roketto-dan Naisho Oukoku Rajio!!   | 15 avril 2022         |
| 1192 | Un grand frère à la rescousse !                                       | 助けて、ワンパチのアニキ！                                | Tasukete, Wanpachi no Aniki!                      | 22 avril 2022         |
| 1193 | Pour capturer l'aura du destin !                                      | ルカリオとゲッコウガ！運命の波導！！                      | Lucario to Gekkouga! Unmei no Hadou!!             | 29 avril 2022         |
| 1194 | Tout sur le huit !                                                    | VSキバナ！マスターズ エイトをかけた戦い！！               | VS Kibana! Masters Eight no Tatakai!!             | 6 mai 2022            |
| 1195 | Mission de survie pour les Aspirants !                                | 裏切りのバトルロイヤル！                                  | Uragiri no Battle Royale!                         | 13 mai 2022           |
| 1196 | Des retrouvailles à Couronneige !                                     | モーンとリーリエ、雪原の再会                              | Moon to Riirie, Setsugen no Saikai                | 20 mai 2022           |
| 1197 | À la rescousse du héros d'Alola !                                     | 凱旋！ アローラチャンピオン！！                           | Gaisen no Kikan! Alola Champion!!                 | 27 mai 2022           |
| 1198 | Une poursuite endiablée !                                             | ラストミッション！ レジエレキ・レジドラゴをゲットせよ！！ | Last Mission! Regieleki Regidrago o Get Seyo      | 3 juin 2022           |
| 1199 | Amis, rivaux, prêtez-moi votre esprit Combatif !                      | 炎の特訓バトル！サトシ対シンジ！！                        | Honoo no Tokkun Battle! Satoshi tai Shinji!!      | 10 juin 2022          |
| 1200 | Le rideau se lève sur les plus grands des combats !                   | 開幕！マスターズトーナメント！！                          | Kaimaku! Masters Tournament!!                     | 17 juin 2022          |
| 1201 | La fierté d'un Maître !                                               | チャンピオンの誇り！ワタルVSカルネ！！                    | Champion no Hokori! Wataru VS Carnet!!            | 8 juillet 2022        |
| 1202 | Le flamboyant parcours d'un Maître Pokémon !                          | VSシロナ！アイリス、ドラゴンマスターへの道！！            | VS Shirona! Iris Dragon Master e no Michi         | 15 juillet 2022       |
| 1203 | Un affrontement dur comme la pierre !                                 | サトシ出陣！VSダイゴ！！                                  | Satoshi Shutsujin! VS Daigo!!                     | 22 juillet 2022       |
| 1204 | Chloé et Évoli, le Miracle de l'Évolution !                           | コハルとイーブイ、しんかのきせき！                        | Koharu to Eievui, Shinka no Kiseki                | 29 juillet 2022       |
| 1205 | D'infinies possibilités !                                             | コハルとイーブイ、可能性は無限大！                        | Koharu to Eievui, Kanousei wa Mugendai!           | 5 août 2022           |
| 1206 | L'Onde de Choc Commence ! Le Tournoi des Maîtres de Sacha !!          | 最高潮始動！サトシのマスターズトーナメント！！            | Saikouchou Shidou! Satoshi no Master Tournament!! | 12 août 2022          |
| 1207 | C'est l'heure du Maître !                                             | セミファイナルⅠ「圧勝」                                   | Semifainaru Ⅰ: "Asshou"                           | 26 août 2022          |
| 1208 | Un combat magique... et ensorcelant !                                 | セミファイナルⅡ「幻惑」                                   | Semifainaru Ⅱ: "Genwaku"                          | 2 septembre 2022      |
| 1209 | La bravoure : un aspect stratégique des combats !                     | セミファイナルⅢ「武勇」                                   | Semifainaru Ⅲ: "Buyuu"                            | 9 septembre 2022      |
| 1210 | Par tous nos liens d'amitié !                                         | セミファイナルIV「衝撃」                                  | Semifainaru Ⅳ・"Shōgeki"                          | 16 septembre 2022     |
| 1211 | Aller au bout du rêve ! Le Chemin de Goh vers ses Rêves !!            | ゴウの挑戦！ ミュウへの道！！（前編）                     | Gou, Yume e no Michi!!                            | 23 septembre 2022     |
| 1212 | Rencontres autour d'un scone !                                        | ゴウの挑戦！ ミュウへの道！！（後編）                     | Gou to Aceburn! Hajimari no Basho!!               | 30 septembre 2022     |
| 1213 | Le Point Culminant ! À la Veille du Combat Décisif, Sacha VS Tarak !! | 最高潮！決戦前夜サトシVSダンデ！                          | Saikouchou! Kessen Zen'ya Satoshi VS Dande!!      | 14 octobre 2022       |
| 1214 | Un combat sans limites !                                              | ファイナルⅠ「激流」                                       | Fainaru I: "Gekiryuu"                             | 21 octobre 2022       |
| 1215 | De victoires en défaites !                                            | ファイナルⅠⅠ「翻弄」                                      | Fainaru II: "Honrou"                              | 28 octobre 2022       |
| 1216 | Parer les Pokémon tambour battant !                                   | ファイナルⅠⅠⅠ「最強」                                     | Fainaru III : "Saikyou"                           | 4 novembre 2022       |
| 1217 | Partenaires pour la vie !                                             | ファイナルⅣ「相棒」                                       | Fainaru IV: "Aibou"                               | 11 novembre 2022      |
| 1218 | Le nouveau défi du Projet Mew !                                       | プロジェクト・ミュウ                                      | Projecto Mew                                      | 25 novembre 2022      |
| 1219 | Dans la paume de nos mains !                                          | つかみとる未来！                                          | Tsukami toru Mirai!                               | 2 décembre 2022       |
| 1220 | L'union des héros !                                                   | ポケモン！きみにあえてよかった！                          | Pokémon! Kimi ni aete Yokatta!                    | 9 décembre 2022       |
| 1221 | C'est peut-être le début de quelque chose d'immense !                 | サトシとゴウ！あらたなる旅立ち！！                        | Satoshi to Gou! Arata Naru o Tabidachi!!          | 16 décembre 2022      |
| SP5  | Titre en français inconnu                                             | ポケットモンスター 遥かなる青い空                         | Poketto Monsutā: Haruka Naru Aoi Sora             | 23 décembre 2022      |
| 1222 | Le chemin le plus fréquenté !                                         | はじまりのかぜ！むげんのみち！！                          | Hajimari no Kaze! Owari no Nai Michi!!            | 13 janvier 2023       |
| 1223 | Une rencontre décidée par le destin !                                 | サトシVSカスミ！うみべのいっきうち！！                    | Satoshi VS Kasumi! Umibe no Ikki-uchi!            | 20 janvier 2023       |
| 1224 | Les héros et la sorcière !                                            | タケシとデントともりのまじょ！                            | Takeshi to Dento to Mori no Majo!                 | 27 janvier 2023       |
| 1225 | Un entraînement pour Polagriffe !                                     | ツンベアーのためいき！                                    | Tunbear no Tameiki!                               | 3 février 2023        |
| 1226 | Un gang plein de passion !                                            | もえよ！ゼニガメしょうぼうだん！！                        | Moeyo! Zenigame Shōbōdan!!                        | 10 février 2023       |
| 1227 | La même Lune, maintenant et à jamais !                                | そして、おなじ月をみている！                              | Soshite, Onaji Tsuki o Mite Iru!                  | 17 février 2023       |
| 1228 | Lokhlass fend les flots !                                             | ラプラスにのって♪                                         | Lapurasu ni Notte♪                                | 24 février 2023       |
| 1229 | Au coeur du problème !                                                | ジュペッタのさがしもの！                                  | Jupetta no Sagashi Mono!                          | 3 mars 2023           |
| 1230 | La revanche de la Team Rocket !                                       | 逆襲のロケット団！                                        | Gyakushū no Roketto-dan!                          | 10 mars 2023          |
| 1231 | Sacha et Latios !                                                     | サトシとラティオス！                                      | Satoshi to Ratiosu!                               | 17 mars 2023          |
| 1232 | L'arc-en-ciel et le maître Pokemon !                                  | 虹とポケモンマスター！                                    | Niji to Pokemon Masutā!                           | 24 mars 2023          |

### Note
1. ↑  Quatre épisodes ont été censurés en France.